# 1998 XG49
1998 XG49 är en asteroid i huvudbältet som upptäcktes den 14 december 1998 av LINEAR i Socorro County, New Mexico.